# Зігфрід Массманн
Зігфрід Массманн (нім. Siegfried Maßmann; 2 квітня 1882, Данциг — 15 лютого 1944, Берлін) — німецький військовий діяч, віце-адмірал крігсмаріне (30 вересня 1935). Кавалер Німецького хреста в сріблі.

## Біографія
10 квітня 1901 року вступив на флот кадетом. Пройшов підготовку на навчальному кораблі «Мольтке» і у військово-морському училищі. З 1906 року служив на міноносцях, з 1911 року — командир корабля. Закінчив 1 курс Військово-морської академії (1914). Учасник Першої світової війни, командував 21-ю (2 липня — 6 серпня 1916), 19-ю (17 січня 1918 — 15 лютого 1919) півфлотилією міноносців.
Після закінчення війни залишений на флоті. З 15 лютого 1919 року командував півфлотилією тральщиків І-1, з 16 квітня 1919 року — 3-ю, з 13 вересня 1919 по 29 серпня 1920 року — 2-й півфлотилією тральщиків. З 7 червня 1920 року — командир 4-ї флотилії тральщиків на Балтиці. 5 серпня 1920 року переведений в штаб командувача ВМС на Балтиці і 10 вересня став його начальником. У 1921-24 роках — референт торпедних інспекції. З 29 липня 1924 року — 1-й офіцер лінійного корабля «Гессен», з 20 вересня 1926 року — начальник штабу військово-морської станції «Нордзе». З 29 вересня 1928 року — командир лінійного корабля «Шлезвіг-Гольштейн», з 25 лютого 1930 року — «Ганновер». З 30 вересня 1930 року — начальник центрального відділу, з 1 жовтня 1932 року — обер-верф-директор військово-морських верфей у Вільгельмсгафені. 29 вересня 1935 року вийшов у відставку.
8 березня 1937 року повернувся на службу і був призначений керівником штабу з питань використання авіації, одночасно в червні-серпні 1940 року виконував обов'язки начальника спеціального штабу при командувачі-адмірала на Заході, а в червні-серпні 1941 року очолював військово-морську місію в Румунії. З 20 листопада 1941 року — обер-верф-директор верфей Егейського моря. Керував ремонтом німецьких кораблів на Середземному морі. Загинув під час авіанальоту.

## Нагороди
- Орден Корони (Пруссія) 4-го класу (5 вересня 1909)
- Залізний хрест
  - 2-го класу (27 січня 1915)
  - 1-го класу (червень 1916)
- Хрест «За вислугу років» (Пруссія) (25 років; 1921)
- Почесний хрест ветерана війни з мечами (8 березня 1935)
- Хрест Воєнних заслуг
  - 2-го класу з мечами (5 жовтня 1940)
  - 1-го класу з мечами
- Орден Зірки Румунії, великий офіцерський хрест з мечами (14 березня 1942)
- Орден Римського орла, великий офіцерський хрест з мечами (Королівство Італія; 14 липня 1943)
- Німецький хрест в сріблі (29 жовтня 1943)